# 杰茜卡·希尔德
杰茜卡·希尔德（荷蘭語：Jessica Schilder，1999年3月19日—），荷兰女子田径运动员，2022年世界室内田径锦标赛女子铅球铜牌得主、2022年世界田径锦标赛女子铅球铜牌得主、2022年欧洲田径锦标赛女子铅球金牌得主。